# وادي الأربعين

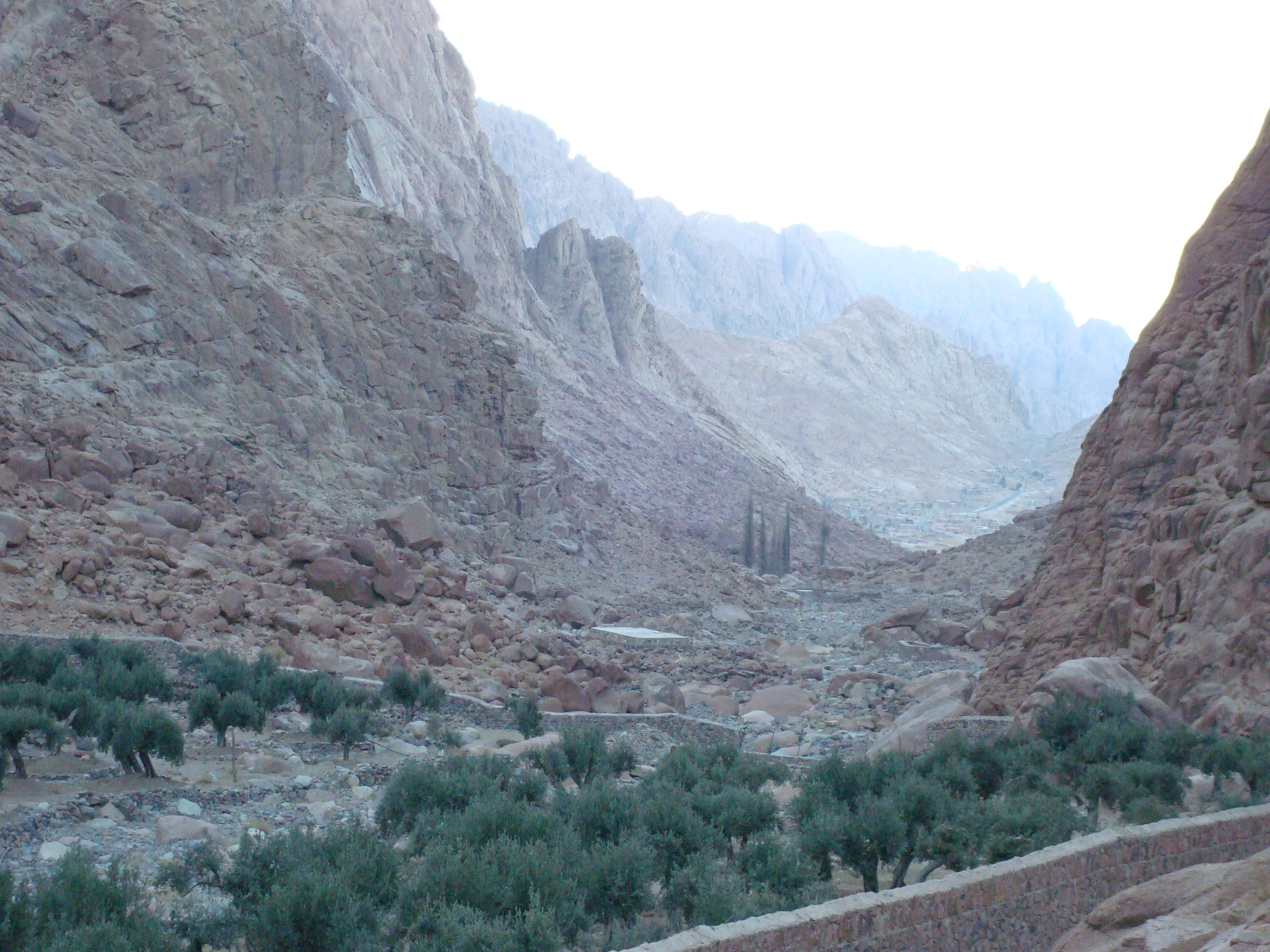
أشجار الزيتون العتيقة.

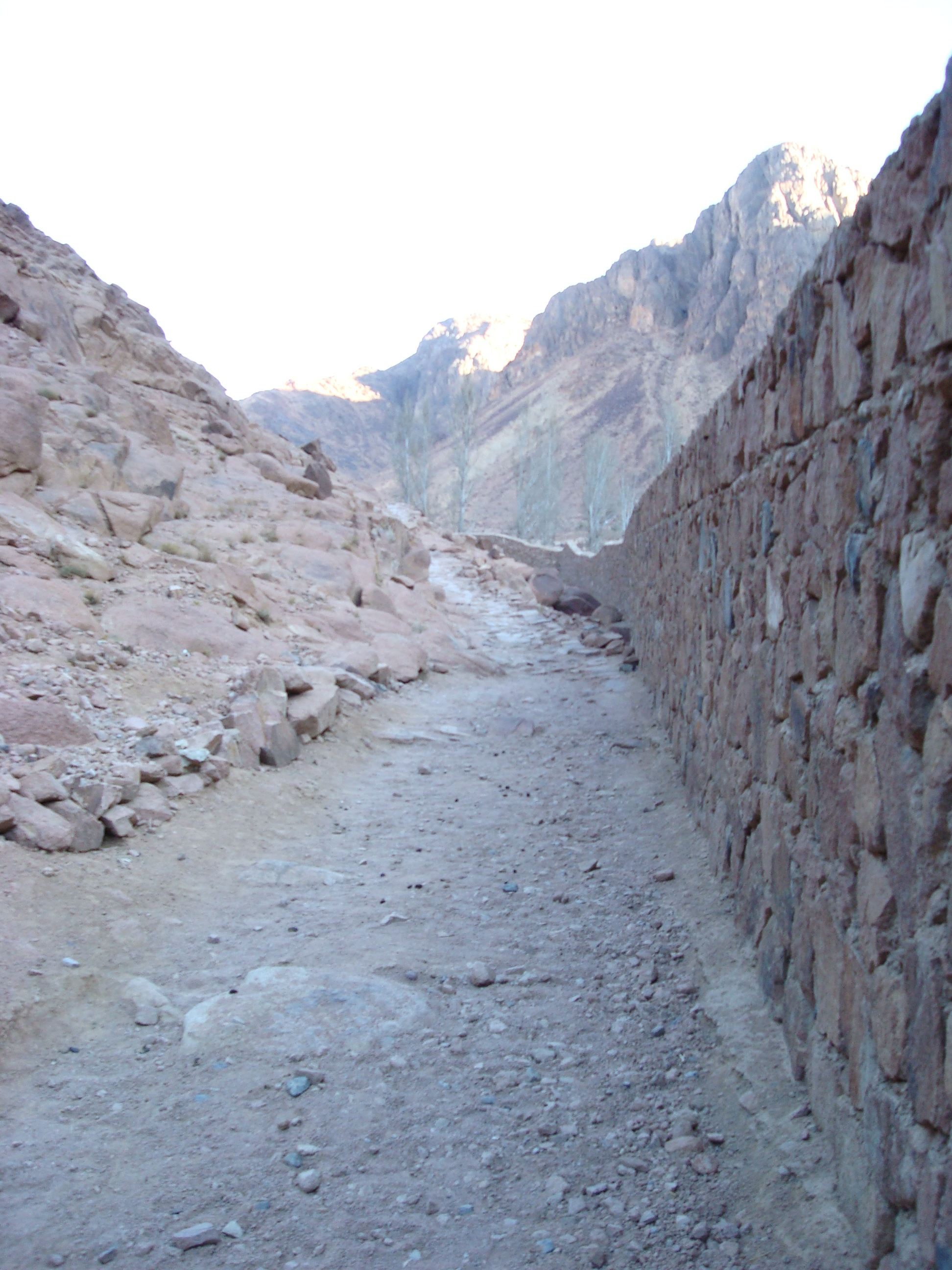
ممر.

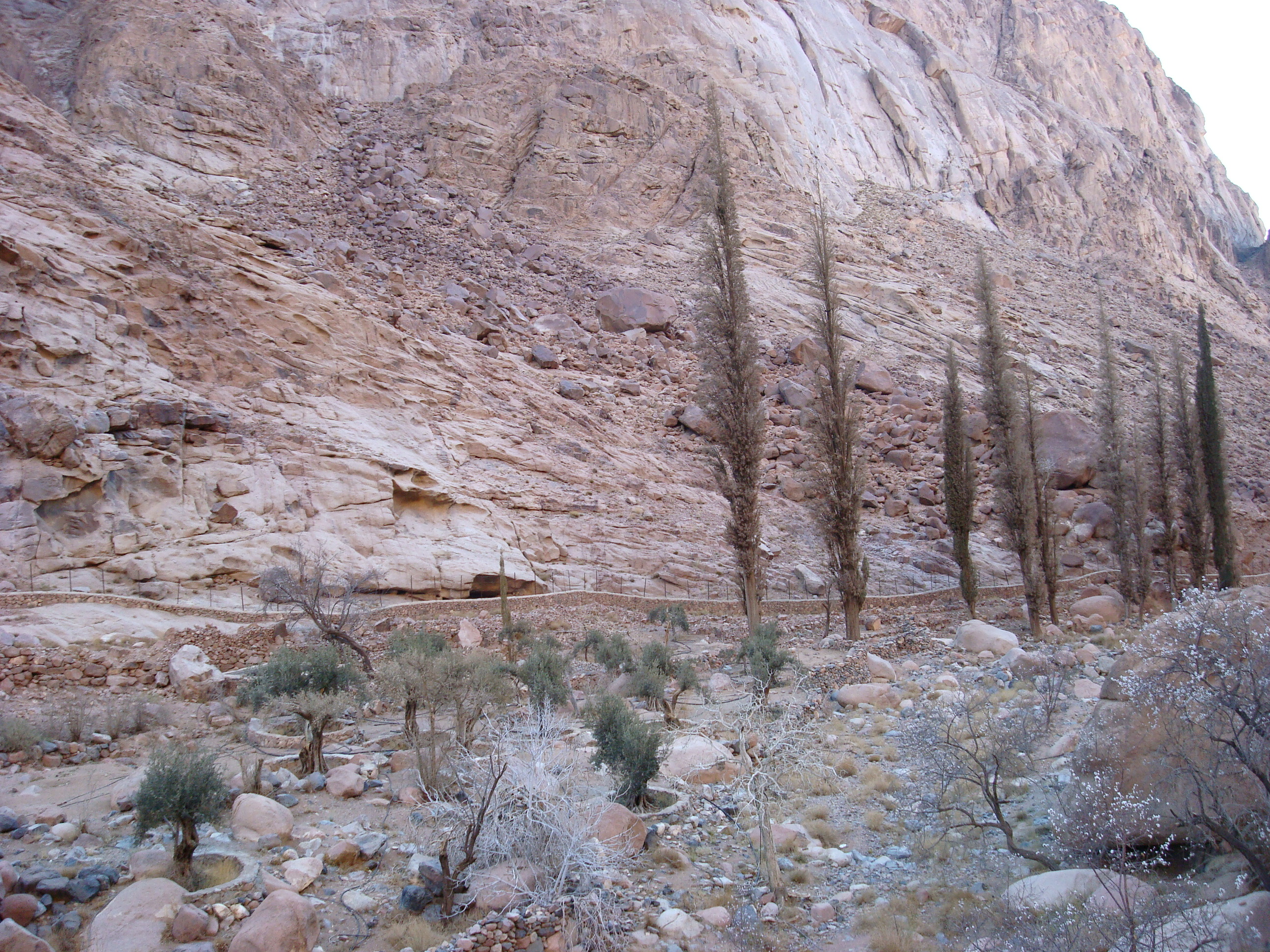
الطبيعة

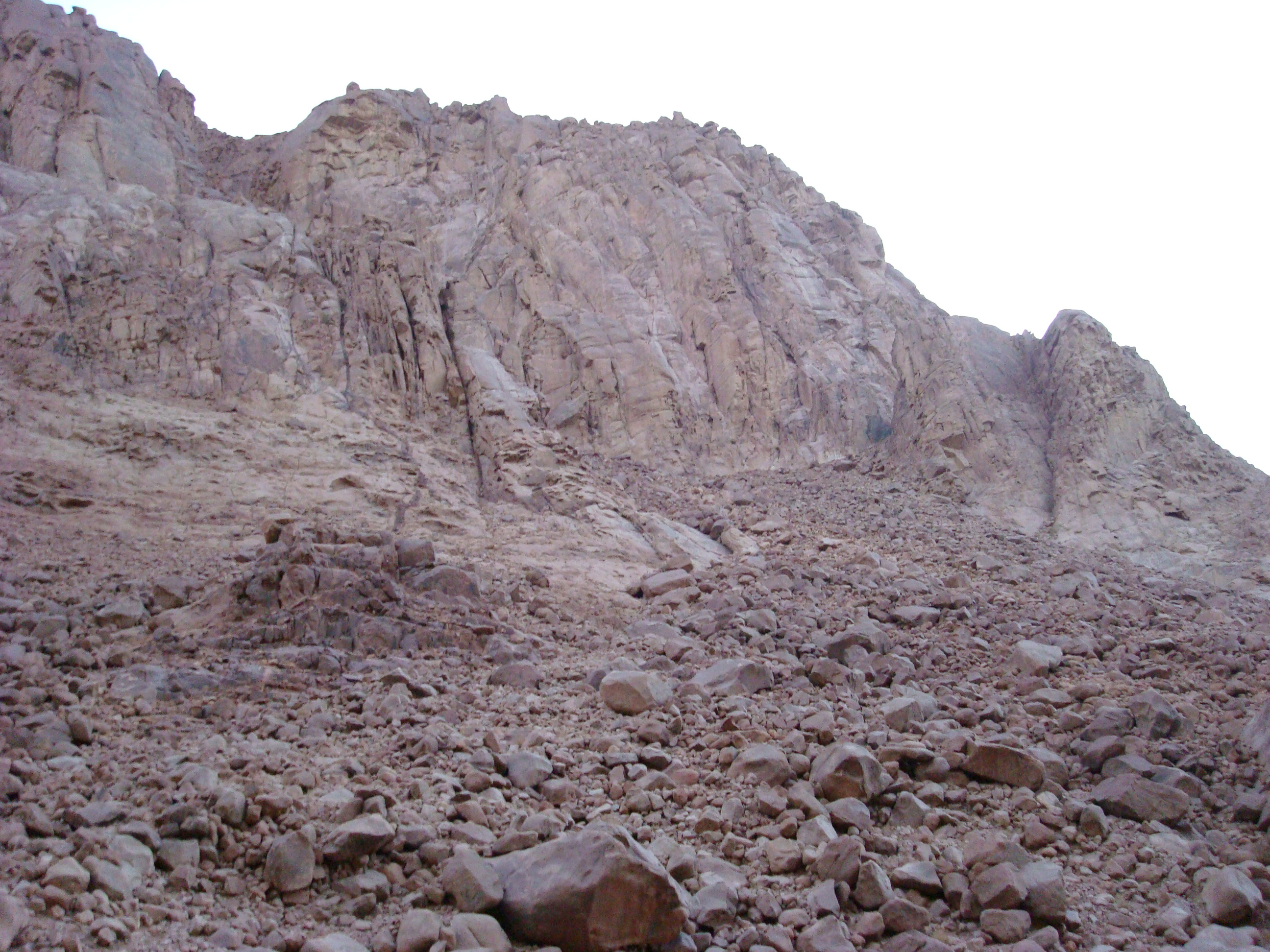
الجبال

وادي الأربعين واد يقع في محمية سانت كاترين بجنوب سيناء في مصر. يضم 25 بيتا بدويا يقيم به أكثر من 70 فردا منذ أكثر من أربعين عاما حال أن وطئت أقدامهم علي ظهر الحياة ولا يمكن الوصول اليه بالسيارة، لا يوجد طريق ممهد حيث توجد الصخور العملاقة بطول الطريق. يبعد عن الاسفلت 5 كيلو مترات يسيرها الأطفال يوميا للوصول لمدارسهم ممن لا يملكون الجمال.

## الاقتصاد
قام بدو سيناء باستصلاح أشجار مثمرة وخضراوات من المشمش والعنب والتفاح والبرقوق والتين والتوت والخوخ والكمثري والطماطم والزيتون والجرجير واللوز بالإضافة إلي تربية الماعز والأغنام حتى حققوا الاكتفاء الذاتي. واستطاعوا جذب أعداد من السائحين رواد سياحة السفاري في الوديان حتي آصبح العشاء البدوي داخل الخيمة البدوية علي أنغام السمسمية أحد مظاهر جذب السياحة بمنطقة وادي الأربعين

## الخدمات
تفتقر إلى الآبار الجيدة والكهرباء والإنارة فكل خدماتها بالجهود الذاتية.